# Teixidor de Katanga
El teixidor de Katanga (Ploceus katangae) és un ocell de la família dels ploceids (Ploceidae).

## Hàbitat i distribució
Habita pantans del sud-est de la República Democràtica del Congo, des del Parc Nacional Upemba fins al nord de Zàmbia.

## Taxonomia
Alguns autors han considerat que la població més septentrional pertany en realitat a una espècie diferent:
- Ploceus upembae (Verheyen, 1953) - teixidor d'Upemba.[3]